# Kombinat Erzgebirgische Volkskunst
Der VEB Kombinat Erzgebirgische Volkskunst Olbernhau (EVK) war ein Kombinat in der Deutschen Demokratischen Republik.
Die Betriebe des Kombinats stellten Produkte mit kunstgewerblichem Schwerpunkt her, die in vielen Fällen einen hohen Exportanteil hatten. Insbesondere Produkte aus dem Bereich der namensgebenden Erzgebirgischen Volkskunst wurden produziert. Zum Produktspektrum gehörten Drechslerwaren, Kunstdrucke, Bilderrahmen, Küchengeräte, Mal- und Zeichengeräte, Raum- und Tafelschmuck, Schilder sowie Orden und Abzeichen – auch für die Verleihung innerhalb der bewaffneten Organe.
Das Kombinat unterstand dem Rat des Bezirkes Karl-Marx-Stadt. Weitere bezirksgeleitete Kombinate sind in der Liste von Kombinaten der DDR aufgeführt.
Im Zuge der Wende und der anschließenden Wiedervereinigung wurde das Kombinat 1990 aufgelöst und seine Betriebe wurden privatisiert.

## Zugehörige Betriebe
Zum Kombinat gehörten zuletzt die folgenden Betriebe: 
- VEB Erzgebirgische Volkskunst Seiffen; (Stammbetrieb)
- VEB Bilder und Rahmen Crimmitschau
- VEB Drechslerwaren Pobershau
- VEB Erzgebirgische Festartikel Karl-Marx-Stadt
- VEB Haushalt- und Kunstgewerbeartikel Klingenthal
- VEB Holz- und Drechslerwaren Rothenthal
- VEB Holzwaren Gahlenz
- VEB Holzwaren Großhartmannsdorf
- VEB Küchengeräte Blumenau
- VEB Kunstgewerbe Venusberg
- VEB Kunstwerkstatt Zipfelhaus
- VEB Nagelfabrik Rübenau
- VEB Parkettfabrik Hirschfeld
- VEB Perlmutterschmuck Adorf
- VEB Präwema Markneukirchen
- VEB Raum- und Tafelschmuck Gahlenz
- VEB Raumkunst Mosel
- VEB Säge- und Holzbearbeitungswerk Pockau
- VEB Schilderwerk Beutha
- VEB Spezialholzwaren Markersbach
- VEB Spielwarengroßhandel Olbernhau
- VEB Tafelgeräte Karl-Marx-Stadt
- VEB Werk-Kunst Gräfenhainichen
- VEB Werk-Kunst Grünhainichen
- VEB Zellstoffverarbeitung Marienberg